# 괴체나무속
괴체나무속(Goetze--屬, 학명: Goetzea 고이트제아[*])은 가지과의 속이다. 속명 "고이트제아"는 독일의 동물학자 요한 아우구스트 에프라임 괴체(Johann August Ephraim Goetze)의 이름을 따 지어졌다.

## 하위 분류
- 괴체나무(G. elegans Wydler)
- G. ekmanii O.E.Schulz